# ソロモン・モギレフスキー
ソロモン・グリゴリエヴィチ・モギレフスキー（ロシア語: Соломо́н Григо́рьевич Могиле́вский、1885年 - 1925年3月22日）は、チェキスト。

## 生涯

### 前半生
1885年、ロシア帝国エカテリノスラフ県パヴログラードの、裕福なユダヤ人の商家に生まれた。地元の中等学校に在学中の1902年から革命運動に関わり始め、翌1903年にロシア社会民主労働党パヴログラード支部に入党した。しかし翌1904年に逮捕され、父の尽力で懲役2か月に収められたものの、その後スイスへ出国した。スイスではジュネーヴ大学法学部に学び、ウラジーミル・レーニン率いる現地の党組織とも関係を持った。1906年に密かにロシアへ戻ると、ブリャンスクの工場・鉄道労働者の間で革命宣伝を行い、またフィンランドの党組織との連絡係も務めた。しかしロシア第一革命の失敗後はしばし革命運動から身を退き、サンクトペテルブルク大学法学部とモスクワ大学法学部で学問に専念した。

### 革命期
モスクワ大学卒業後はモスクワの博物館で働き、1914年にボリシェヴィキに加盟。1916年に軍へ招集され、ミンスク近郊の非戦闘部隊に配属された。翌1917年の二月革命からはボリシェヴィキ・ミンスク委員会、ミンスク・ソビエト執行委、西部戦線兵士委メンバーを務め、同年5月の第7回ボリシェヴィキ全ロシア会議にも出席している。8月には軍への忠誠を疑われて復員し、その後はイヴァノヴォ・ヴォズネセンスクの繊維労働者の間でプロパガンダ活動を行った。
十月革命中はミンスクの軍事革命委員会で活動し、革命後はイヴァノヴォ・ヴォズネセンスク県 (ru) 産業・法務委員および革命裁判所長官となった。翌1918年春からはモスクワでロシア・ソビエト共和国法務副人民委員とロシア共和国最高裁判所検事局臨時メンバーとなり、夏には全ロシア中執委からの指令により、サラトフでチェーカーとして白軍と戦った。冬になりボリシェヴィキによる沿ヴォルガ支配が確立すると、サラトフからウクライナ・ソビエト共和国へ移って同国法務人民委員部員および赤軍第12軍革命裁判所副長官を務めた。

### 後半生
翌1919年には党組織局の命によってフェリックス・ジェルジンスキーのもとへ送られ、10月にはモスクワのチェーカー特別部門副長として反革命地下組織「民族センター (ru)」の取締りを指導した。「民族センター」壊滅後の1921年8月から翌1922年3月までは、ヤーコフ・ダフチャンの後任として対外諜報機関の責任者を務め、ジェノア会議に向けた情報収集を指揮した。その後、同年3月からはジェルジンスキーの勧めによってザカフカースに渡り、新たに発足した国家政治保安部の駐カフカース全権代表、ザカフカース・チェーカー議長およびザカフカース社会主義連邦ソビエト共和国内務・国境軍司令官に就いた。翌1923年末に合同国家政治保安部が設立されると、それに加わった。ザカフカースにおいては現地当局内のメンシェヴィキや社会革命党の反革命活動、そして英米仏の諜報活動を取締り、翌1924年夏にグルジア社会主義ソビエト共和国で発生したメンシェヴィキ蜂起の鎮圧にも辣腕を振るった。
1925年3月22日、モギレフスキーはスフミでの会議に出席するためトビリシ空港を発ったが、直後に乗機のユンカース F.13が爆発炎上し、同乗のゲオルギー・アタルベコフ、アレクサンドル・ミャスニコフとともに死亡した（ru, この事故はラヴレンチー・ベリヤによる暗殺であるとも言われる）。